# أحمد الدردير
احمد الدردير العمري، من أبرز أهل الفقه وأصولِه من أهل السنة والجماعة، وصوفي مشهور، له تآليف كثير في التصوف، واللغة، والفقه، وعلم الكلام.

## نسبه ونشأته
هو أحمد بن محمد بن أحمد بن أبي حامد العمري المالكي الأزهري الخَلْوَتِي ، الشهير بأحمد الدردير، ولد بقرية بني عدي العمريه التي تسكنها قبيلة العمري القرشية في أسيوط بصعيد مصر سنة 1127 هـ/1715 م، وينتهي نسبه إلى عمر بن الخطاب. وقد تلقب بـ (الدردير)؛ لأن قبيلة من العرب نزلت ببني عدي، وكان كبيرهم رجل مبارك من أهل العلم والفضل يدعى الدردير، فلُقِّبَ الشيخ أحمد به تفاؤلا.
حفظ القرآن وجوَّده، وحُبِّب إليه طلب العلم، فقدم الجامع الأزهر وحضر دروس العلماء الأجلاء. أخذ العلوم عن الشيخ الصعيدي ولازمه وانتفع به وأخذ عن الشيخ أحمد الصباغ وأخذ عن الملوي والحفني وأخذ طريق أهل التصوف عنه وصار من أكابر أهل التصوف في الطريقة الخلوتية.
وقد أخذ الشيخ الدردير عن جملة من الأعلام المبرزين:
- سمع الحديث المسلسل بالأَوَّلِية عن الشيخ محمد الدفراوي بشرطه.
- وأخذ علوم الحديث عن الشيخ أحمد الصَّباغ.
- وتلقى الفقه على الشيخ علي الصعيدي العَدوي، ولازَمه في كل دروسه حتى ظهرت نجابته ونباهته.
- وأخذ طريق التصوف وعلومه على الشيخ شمس الدين الحفني، وبه تخرَّج في طريق القوم، فَتلقَّن الذكر وطريقة الخلوتية منه حتى صار من أكبر خلفائه.
- حضر دروس الشيخين الملَّوِي والجَوْهري وغيرهما.

أخذ عن الشيخ الدردير كثرة من العلماء الأجلاء تخرجوا به وانتفعوا بعلومه، منهم:
- الشيخ شمس الدين أبو عبد الله محمد بن أحمد بن عرفة الدسوقي.
- أبو الخيرات مصطفى العقباوي الذي أكمل شرح أقرب المسالك.
- أبو العباس أحمد بن محمد الصاوي.
- أبو الفلاح صالح بن محمد بن صالح السباعي.
- أبو الربيع سليمان بن محمد الفيومي.

## مؤلفاته
- شرح مختصر خليل. الذي هو عمدة الفقه المالكي، أورد فيه خلاصة ما ذكره الأجهوري والزرقاني، واقتصر فيه على الراجح من الأقوال.
- أقرب المسالك لمذهب الإمام مالك. متن في فقه المالكية فرغ من تأليفه سنة 1193هـ، وطبع بالقاهرة عام 1321هـ ثم تعددت طبعاته بعد ذلك.
- الشرح الصغير على أقرب المسالك. وصل فيه إلى باب الجناية ثم أكمله تلميذه الشيخ مصطفى العقباوي، وهذا الشرح هو الذي أقرَّه جميع المالكية في الفتوى، وعليه مشهور المذهب المالكي والأقوال المعتمدة فيه، واعتمده الشيوخ في تلقين المذهب للطلاب، وفي الفتاوى على مذهب الإمام مالك، وقد طبع في بولاق بالقاهرة سنة 1281هـ.
- نظم الخريدة السَّنِيَّة في العقيدة السُّنيَّة. في علم التوحيد على مذهب الأشاعرة[ ؟ ]، وشرحها كذلك.
- تحفة الإخوان في آداب أهل العرفان في التصوف.
- شرح على ورد الأذكار للشيخ كريم الدين الخلوتي.
- شرح مقدمة نظم التوحيد للسيد محمد كمال البكري.
- رسالة في المعاني والبيان. في علوم البلاغة.
- رسالة أفرد فيها طريق حفص في القراءات.
- رسالة في المولد النبوي الشريف.
- رسالة في شرح قول الوفائية «يا مولاي يا واحد يا مولاي يا دائم يا عليُّ يا حكيم».
- شرح على رسالة الشيخ البيلي في مسألة «كل صلاة بطلت على الإمام بطلت على المأموم».
- شرح على منظومة للشيخ أحمد البيلي في المستثنيات.
- شرح على رسالة في التوحيد من كلام العلامة الدمرداش.
- رسالة في الاستعارات الثلاث.
- شرحٌ على آداب البحث والتأليف.
- شرحٌ على الشمائل المحمدية ولم يتمه.
- رسالة في صلوات شريفة اسمها (المورد البارق في الصلاة على أفضل الخلائق).
- التوجه الأَسْنَى بنظم الأسماء الحسنى. وتسمى بمنظومة الدردير أو منظومة الأسماء الحسنى للدردير.
- مجموعٌ ذكر فيه أسانيد الشيوخ الذين أخذ عنهم العلم.
- شرح على رسالة قاضي مصر عبد الله أفندي المعروف بططر زاده في قوله تعالى {يَوْمَ يَأْتِي بَعْضُ آيَاتِ رَبِّكَ} الآية.
- رسالة في متشابهات القرآن.
- رسالة تحفة السير والسلوك إلى ملك الملوك.
- العقد الفريد في إيضاح السؤال عن التوحيد.
- متن الخريدة البهية في علم التوحيد.
- المورد البارق في الصلاة على أفضل الخلائق.
- التوحيد الأسنى بنظم الأسماء الحسنى.
- تحفة السير والسلوك إلى ملك الملوك.

## صفاته
لقب الدردير بشيخ أهل الإسلام وبركة الأنام لتفوقة في الفنون العقلية والنقلية، وقد كان صوفيا زاهدا، قوَّالا للحق، زجارا للخلق عن المنكرات والمعاصي، لا يهاب واليًا ولا سلطانًا ولا وجيهًا من الناس، وكان سليم الباطن مهذب النفس كريم الأخلاق ولما توفي الشيخ علي الصعيدي تم تعيينه شيخًا على المالكية، وفقيهًا وناظرًا على «وَقْفِ الصعايدة» بل وشيخًا على «رواق الصعايدة» بالأزهر، فكان يأمر بالمعروف وينهى عن المنكر كلا من الراعي والرعية، ولا تأخذه في الله لومة لائم وله في السعي على الخير يد بيضاء.
ومن أشهر مواقفه المشهودة التي تواتر الخبر بها موقفه مع أحد الولاة العثمانيين والذي أراد فور تعيينه أن يكون الأزهر هو أول مكان يزوره حتى يستميل المشايخ لعلمه بقدرتهم على تحريك ثورة الجماهير في أي وقت شاءوا وعند حدوث أول مظلمة، فلمَّا دخل ورأى الإمام الدردير جالسًا مادًّا قدميه في الجامع الأزهر وهو يقرأ وردَهُ من القرآن غضب؛ لأنه لم يقم لاستقباله والترحيب به، وقام أحد حاشيته بتهدئة خاطره بأن قال له: إنه مسكين ضعيف العقل ولا يفهم إلا في كتبه يا مولانا الوالي. فأرسل إليه الوالي صرة نقود مع أحد الأرقاء فرفض الشيخ الدردير قبولها وقال للعبد «قل لسيدك من مدَّ رجليه فلا يمكن له أن يَمُدَّ يديه» فكان الشيخ قدوة في الحال والمقال.

## وفاته
تعلّل أياما ولزم الفراش مدة حتى توفي يوم 6 ربيع الأول سنة 1201 هـ، الموافق 27 ديسمبر سنة 1786م وقد صُلي عليه بالجامع الأزهر بمشهد عظيم حافل، ودفن بزاويته التي أنشأها بجوار ضريح يحيى بن عقب، وهو مسجد الآن.